# 两个弄潮儿
《两个弄潮儿》为冯巩、牛群于中国中央电视台春兰杯我最喜爱的春晚节目颁奖晚会中所表演的一段相声。《两个弄潮儿》是中国相声中的一个新的突破，其中加入了非常多的动作，配乐也被提高到极重要的地位，后被被许多相声争相模仿。《两个弄潮儿》不仅是新相声的代表作，也是冯巩泛相相声的代表作之一。

## 关于
两个弄潮儿所说的是牛群、冯巩认为现在的相声形式太死板，于是尝试相声出新。他们尝试了3种方法，分别为：配乐相声、模特相声以及“全方位多层次立体交叉新潮相声”。其三种都用幽默夸张的方式给予修饰，为相声的重点笑料之一。

## 链接
- 新相声
- 冯巩
- 牛群
- 相声